# Мовіліца (Яломіца)
Мовіліца (рум. Movilița) — село у повіті Яломіца в Румунії. Адміністративний центр комуни Мовіліца.
Село розташоване на відстані 38 км на північний схід від Бухареста, 70 км на захід від Слобозії, 149 км на південний захід від Галаца, 131 км на південний схід від Брашова.

## Населення
За даними перепису населення 2002 року у селі проживали 2425 осіб.
Національний склад населення села:
| Національність | Кількість осіб | Відсоток |
| -------------- | -------------- | -------- |
| румуни         | 2290           | 94,4%    |
| цигани         | 134            | 5,5%     |

Рідною мовою назвали:
| Мова      | Кількість осіб | Відсоток |
| --------- | -------------- | -------- |
| румунська | 2342           | 96,6%    |
| циганська | 83             | 3,4%     |